# Дарлінгтон Тауншип (округ Бівер, Пенсільванія)
Дарлінгтон Тауншип (англ. Darlington Township) — селище (англ. township) в США, в окрузі Бівер штату Пенсільванія. Населення — 1818 осіб (2020).

## Демографія
Згідно з переписом 2010 року, у селищі мешкали 1962 особи в 791 домогосподарстві у складі 566 родин. Було 870 помешкань
Расовий склад населення:
| - 98,1 % — білих - 0,5 % — азіатів - 0,2 % — вихідців з тихоокеанських островів - 0,2 % — корінних американців - 0,1 % — чорних або афроамериканців |

До двох чи більше рас належало 0,9 %. Частка іспаномовних становила 0,4 % від усіх жителів.
За віковим діапазоном населення розподілялося таким чином: 19,9 % — особи молодші 18 років, 64,4 % — особи у віці 18—64 років, 15,7 % — особи у віці 65 років та старші. Медіана віку мешканця становила 46,1 року. На 100 осіб жіночої статі у селищі припадало 97,8 чоловіків;  на 100 жінок у віці від 18 років та старших — 98,9 чоловіків також старших 18 років.
Середній дохід на одне домашнє господарство  становив 65 889 доларів США (медіана — 50 673), а середній дохід на одну сім'ю — 84 166 доларів (медіана — 61 500). Медіана доходів становила 48 661 долар для чоловіків та 33 750 доларів для жінок. За межею бідності перебувало 8,4 % осіб, у тому числі 10,5 % дітей у віці до 18 років та 3,3 % осіб у віці 65 років та старших.
Цивільне працевлаштоване населення становило 875 осіб. Основні галузі зайнятості: освіта, охорона здоров'я та соціальна допомога — 19,3 %, роздрібна торгівля — 15,3 %, виробництво — 15,3 %.